# 肤施
膚施，中國古地名，位於今中華人民共和國陕西省延安市。

## 歷史
戰國時期，膚施為魏國河西之地的領土。公元前328年，此地被秦國併吞，成為上郡的郡治所在。根據《水經注》，當時膚施位於今榆林市南，橫林縣東。607年（隋朝大業3年），膚施縣治移到今陝西省延安市。

## 學術考證
趙國滅中山國後，將其王遷至膚施。傳統上認為此地指的是榆林市一帶。李零認為，當時此地為秦國所有，趙國不可能將中山王遷至此地。他根據戰國錢幣，認為趙國也有一地名為膚施，在今山西五臺縣，靈壽古城西北。